# Screen Actors Guild Award for Outstanding Performance by a Male Actor in a Supporting Role - Motion Picture
Screen Actors Guild Award for Outstanding Performance by a Male Actor in a Supporting Role – Motion Picture er en award, som uddeles af Screen Actors Guild for at ære for den flotteste skuespiller-præsentation, som mandlige birolle i en film.

## Vindere og nominerede

### 1990'erne
1994 – Martin Landau – Ed Wood
- Gary Sinise – Forrest Gump
- Samuel L. Jackson – Pulp Fiction
- Chazz Palminteri – Bullets Over Broadway
- John Turturro – Quiz Show

1995 – Ed Harris – Apollo 13
- Kevin Spacey – The Usual Suspects
- Kenneth Branagh – Othello
- Kevin Bacon – Murder in the First
- Don Cheadle – Devil in a Blue Dress

1996 – Cuba Gooding Jr. – Jerry Maguire
- William H. Macy – Fargo
- Noah Taylor – Shine
- Nathan Lane – The Birdcage
- Hank Azaria – The Birdcage

1997 – Robin Williams – Good Will Hunting
- Anthony Hopkins – Amistad
- Greg Kinnear – As Good as It Gets
- Burt Reynolds – Boogie Nights
- Billy Connolly – Mrs. Brown

1998 – Robert Duvall – A Civil Action
- James Coburn – Affliction
- Geoffrey Rush – Shakespeare in Love
- Billy Bob Thornton – A Simple Plan
- David Kelly – Waking Ned Devine

1999 – Michael Caine – The Cider House Rules
- Michael Clarke Duncan – The Green Mile
- Tom Cruise – Magnolia
- Haley Joel Osment – The Sixth Sense
- Chris Cooper – American Beauty

### 2000'erne
2000 – Albert Finney – Erin Brockovich
- Jeff Bridges – The Contender
- Joaquin Phoenix – Gladiator
- Willem Dafoe – Shadow of the Vampire
- Gary Oldman – The Contender

2001 – Ian McKellen – Ringenes Herre - Eventyret om Ringen
- Jim Broadbent – Iris
- Ben Kingsley- Sexy Beast
- Ethan Hawke – Training Day
- Hayden Christensen – Life as a House

2002 – Christopher Walken – Catch Me If You Can
- Chris Cooper – Adaptation
- Ed Harris – The Hours
- Alfred Molina – Frida
- Dennis Quaid – Far from Heaven

2003 – Tim Robbins – Mystic River
- Benicio del Toro – 21 Grams
- Alec Baldwin – The Cooler
- Ken Watanabe – The Last Samurai
- Chris Cooper – Seabiscuit

2004 – Morgan Freeman – Million Dollar Baby
- Jamie Foxx – Collateral
- Thomas Haden Church – Sideways
- Freddie Highmore – Finding Neverland
- James Garner – The Notebook

2005 – Paul Giamatti – Cinderella Man
- Jake Gyllenhaal – Brokeback Mountain
- George Clooney – Syriana
- Matt Dillon – Crash
- Don Cheadle – Crash

2006 – Eddie Murphy – Dreamgirls
- Djimon Hounsou – Blood Diamond
- Jackie Earle Haley – Little Children
- Alan Arkin – Little Miss Sunshine
- Leonardo DiCaprio – The Departed

2007 – Javier Bardem – No Country for Old Men 
- Casey Affleck – The Assassination of Jesse James by the Coward Robert Ford
- Hal Holbrook – Into the Wild
- Tommy Lee Jones – No Country for Old Men
- Tom Wilkinson – Michael Clayton

2008 – Heath Ledger – The Dark Knight(posthumous)
- Josh Brolin – Milk som Dan White
- Robert Downey Jr. – Tropic Thunder som Kirk Lazarus
- Philip Seymour Hoffman – Doubt som Brendan Flynn
- Dev Patel – Slumdog Millionaire som Jamal Malik

2009 – Christoph Waltz – Inglourious Basterds
- Matt Damon – Invictus som Francois Pienaar
- Woody Harrelson – The Messenger som Kaptajn Tony Stone
- Christopher Plummer – The Last Station som Leo Tolstoy
- Stanley Tucci – The Lovely Bones som George Harvey

### 2010'erne
2010 – Christian Bale – The Fighter
- John Hawkes – Winter's Bone som Teardrop
- Jeremy Renner – The Town som James Coughlin
- Mark Ruffalo – The Kids Are All Right som Paul
- Geoffrey Rush – Kongens store tale som Lionel Logue

2011 – Christopher Plummer – Beginners som Hal 
- Kenneth Branagh – My Week with Marilyn som Laurence Olivier
- Armie Hammer – J. Edgar som Clyde Tolson
- Jonah Hill – Moneyball som Peter Brand
- Nick Nolte – Warrior som Paddy Conlon